# Leslie Easterbrook
Leslie Easterbrook (29 juli 1949 in Los Angeles) is een Amerikaans actrice.
Easterbrook werd voor het eerst opgemerkt toen ze de rol van Rhonda Lee in Laverne & Shirley speelde. Ook had ze gastrollen in Fantasy Island, The Love Boat en The Dukes of Hazzard, voordat ze in 1984 internationaal doorbrak met haar rol in de succesvolle film Police Academy. Ze kwam ook voor in deel 3, deel 4, deel 5, deel 6 en deel 7.
Van 1985 tot en met 1987 was ze te zien in de televisieserie Ryan's Hope. Ook had ze hierna nog gastverschijnselen in onder andere Baywatch Hawaii, The Adventures of Batman & Robin, Murder, She Wrote en Diagnosis Murder.
In 2005 was ze te zien in The Devil's Rejects en in 2007 in de Halloween-remake.
- Bibliothèque nationale de France: cb141743484 (data)
- International Standard Name Identifier: 0000 0001 1467 0652
- Library of Congress Control Number: nr2004021902
- MusicBrainz: 74a9732c-372b-4e02-8bf9-7730b1e1a6b5
- Nationale Bibliotheek van Tsjechië: xx0062875
- SNAC: w6k77ghp
- Virtual International Authority File: 7341098
- WorldCat: E39PBJfx7cM39fjgr9jgjHMHG3